# Helicops modestus
Helicops modestus é uma espécie de cobra da família Colubridae, que é encontrada no Brasil, mais especificamente nos estados de Minas Gerais, de Goiás e da Bahia e no Distrito Federal. É vivípara e venenosa.